# Wereldkampioenschappen kanoslalom 2011
De wereldkampioenschappen kanoslalom 2011 werden van 7 tot en met 11 september 2011 gehouden  in Bratislava, Slowakije. Deze wereldkampioenschappen stonden in het teken van de Olympische Zomerspelen van 2012, op dit toernooi zijn namelijk 48 van de 70 quotaplaatsen te verdelen. Er stonden tien onderdelen op het programma, zes voor mannen en vier voor vrouwen.

## Medailles

### Mannen
| Onderdeel         | Goud | Goud              | Zilver | Zilver            | Brons | Brons             |
| Canadese kano (C) | Canadese kano (C) | Canadese kano (C) | Canadese kano (C)                                                                                           | Canadese kano (C) | Canadese kano (C)                                                                                                  | Canadese kano (C) |
| ----------------- | --- | ----------------- | --- | ----------------- | --- | ----------------- |
| C-1               | Denis Chanut Gargaud Frankrijk                                                                                       | 101,14            | Nico Bettge Duitsland                                                                                       | 103,83            | Matej Beňuš Slowakije                                                                                              | 103,91            |
| C-1 team          | Slowakije Michal Martikán Alexander Slafkovský Matej Beňuš                                                           | 109,97            | Duitsland Sideris Tasiadis Nico Bettge Jan Benzien                                                          | 114,95            | Tsjechië Stanislav Ježek Vitezslav Gebas Tomáš Indruch                                                             | 115,74            |
| C-2               | Slowakije Pavol Hochschorner Peter Hochschorner                                                                      | 106,76            | Frankrijk Denis Chanut Gargaud Fabien Lefèvre                                                               | 107,49            | Slowakije Ladislav Škantár Peter Škantár                                                                           | 109,86            |
| C-2 team          | Frankrijk Gauthier Klauss / Matthieu Peche Pierre Labarelle / Nicolas Peschier Denis Chanut Gargaud / Fabien Lefèvre | 127,27            | Slowakije Pavol Hochschorner / Peter Hochschorner Ladislav Škantár / Peter Škantár Tomáš Kučera / Ján Bátik | 127,94            | Verenigd Koninkrijk David Florence / Richard Hounslow Timothy Baillie / Etienne Stott Rhys Davies / Matthew Lister | 129,51            |
| Kayak (K)         | |                   | |                   | |                   |
| K-1               | Peter Kauzer Slovenië                                                                                                | 096,01            | Mateusz Polaczyk Polen                                                                                      | 097,22            | Fabien Lefèvre Frankrijk                                                                                           | 098,89            |
| K-1 team          | Duitsland Sebastian Schubert Hannes Aigner Alexander Grimm                                                           | 110.79            | Frankrijk Boris Neveu Vivien Colober Fabien Lefèvre                                                         | 111,83            | Italië Giovanni De Gennaro Daniele Molmenti Omar Raiba                                                             | 112,44            |

### Vrouwen
| Onderdeel         | Goud                                                 | Goud              | Zilver                                                         | Zilver            | Brons                                                   | Brons             |
| Canadese kano (C) | Canadese kano (C)                                    | Canadese kano (C) | Canadese kano (C)                                              | Canadese kano (C) | Canadese kano (C)                                       | Canadese kano (C) |
| ----------------- | ---------------------------------------------------- | ----------------- | -------------------------------------------------------------- | ----------------- | ------------------------------------------------------- | ----------------- |
| C-1               | Katerina Hošková Tsjechië                            | 138,58            | Cen Nanqin China                                               | 140,13            | Katarina Macova Slowakije                               | 140,24            |
| C-1 team          | Australië Jessica Fox Rosalyn Lawrence Leanne Guinea | 179,44            | China Teng Qianqian Cen Nanqin Xu Yanru                        | 194,69            | Duitsland Mira Louen Michaela Grimm Lena Stoecklin      | 230,51            |
| Kayak (K)         |                                                      |                   |                                                                |                   |                                                         |                   |
| K-1               | Corinna Kuhnle Oostenrijk                            | 108,05            | Jana Dukátová Slowakije                                        | 113,33            | Maialen Chourraut Spanje                                | 113,58            |
| K-1 team          | Slowakije Elena Kaliská Jana Dukátová Dana Mann      | 131,90            | Tsjechië Štěpánka Hilgertová Irena Pavelková Katerina Kudejova | 132,25            | Duitsland Jasmin Schornberg Melanie Pfeifer Claudia Bär | 134,77            |

### Medaillespiegel
| Plaats | Land                | Goud | Zilver | Brons | Totaal |
| 1      | Slowakije           | 3    | 2      | 3     | 8      |
| 2      | Frankrijk           | 2    | 2      | 1     | 5      |
| 3      | Duitsland           | 1    | 2      | 2     | 5      |
| 4      | Tsjechië            | 1    | 1      | 1     | 3      |
| 5      | Australië           | 1    | 0      | 0     | 1      |
| 5      | Oostenrijk          | 1    | 0      | 0     | 1      |
| 5      | Slovenië            | 1    | 0      | 0     | 1      |
| 8      | China               | 0    | 2      | 0     | 2      |
| 9      | Polen               | 0    | 1      | 0     | 1      |
| 10     | Italië              | 0    | 0      | 1     | 1      |
| 10     | Spanje              | 0    | 0      | 1     | 1      |
| 10     | Verenigd Koninkrijk | 0    | 0      | 1     | 1      |
| Totaal | Totaal              | 10   | 10     | 10    | 30     |